# Szmokingöltöny

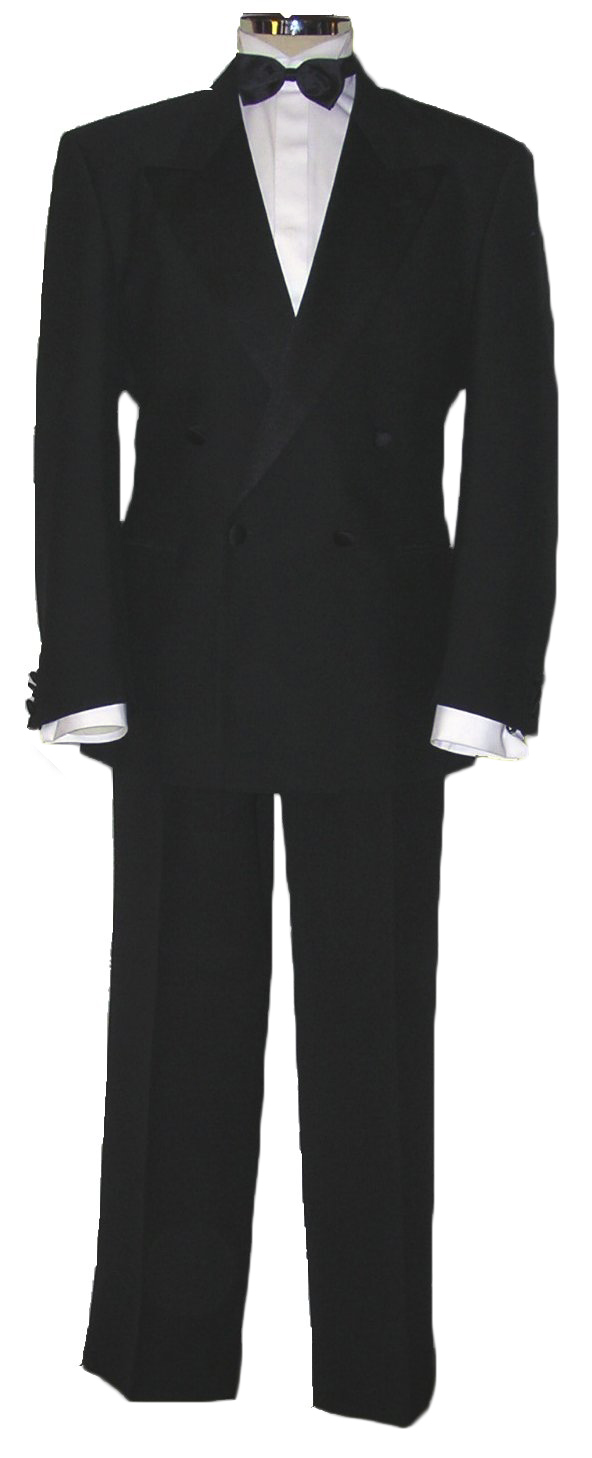
Egy kétsoros gombolású szmoking

A szmokingöltöny alkalmi viselet, amely szmokingzakóból, szmokingnadrágból és szmokingmellényből áll. Rendszerint fekete, de készítik más színű (pl. fehér) szövetből is. Először Angliában vált divatossá a 19. században.

## Elnevezése
Nagy-britanniai megjelenésekor lezserebb öltözetnek számított a korábbi merev férfi estélyi viseleteknél, ezért kapta a „smoking” (dohányzó) becenevet, amely azonban az angol nyelvben nem gyökeresedett meg, már nem használják, hanem a brit angolban dinner jacket vagy dinner suit, az amerikai angolban pedig tuxedo vagy tux a neve. A dresszkódként alkalmazott black tie elnevezés nyelvileg szinekdoché, azaz olyan szókép, amely az öltözet egyik kötelező részét, a fekete csokornyakkendőt alkalmazza a teljes viselet elnevezésére, párban a white tie dresszkóddal, ami a frakkviselet megnevezése.

## Részei

### Szmokingkabát
A szmokingkabát a szmokingöltöny része; egy- vagy kétsoros gombolású zakó, hegyes vagy sálszerű hajtókával, amit fényes selyemszövet borít (esetleg lehet nyitott hajtóka is rajta, ez manapság igen gyakori, de kevésbé tradicionális). A kabát hátán nincs hasíték. Színe általában fekete vagy éjkék. Leggyakrabban poliészterből készül, esetleg gyapjúból vagy gyapjú-moher keverékéből.

### Szmokingnadrág

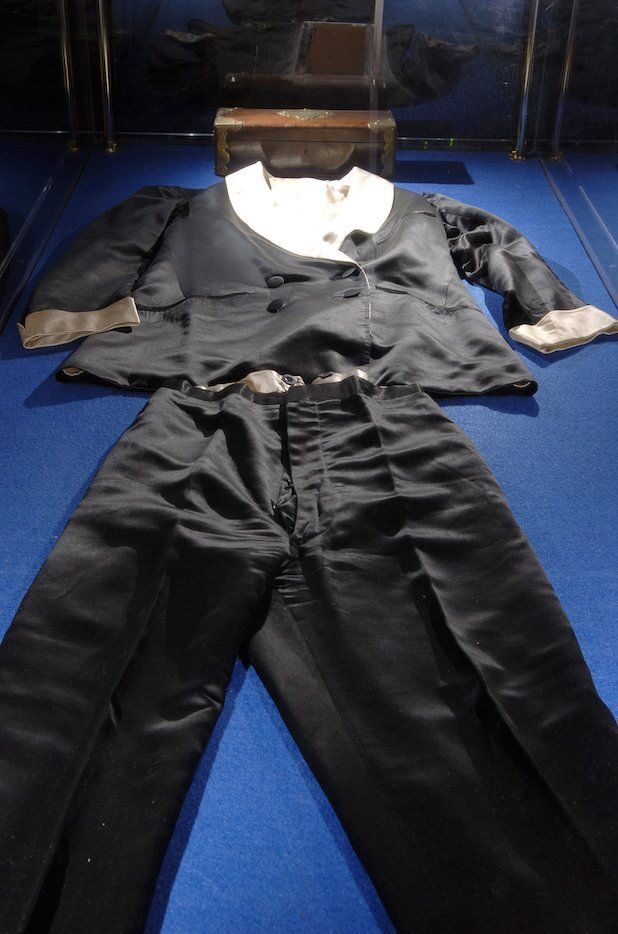
szabott selyem dohányzókabát Párizsban 1912-ben

A nadrág felhajtó nélküli, szárát lampasszal díszítik. Övkarika nélkül készül, nadrágtartóval vagy spanyol övvel viselik.

### Mellény vagy selyemöv
A szmokingmellény szorosan testhezálló, mély nyakkivágású, egy- vagy kétsoros gombolású, sálszerű reverrel készült mellény. Rendszerint ugyanabból az anyagból készítik, mint az öltöny többi részét.